# Гильдия киноведов и кинокритиков России
Гильдия киноведов и кинокритиков России — российская профессиональная организация кинокритиков и киноведов.
Член ФИПРЕССИ с 1999 года.
В СССР в Союзе кинематографистов СССР существовала Секция киноведов и кинокритиков.
Во время перестройки 1980-х Секция киноведов и кинокритиков была преобразована в Гильдию киноведов и кинокритиков сначала СССР, потом России. В настоящее время Гильдия киноведов и кинокритиков России является структурным подразделением Союза кинематографистов России.
В Гильдии на нынешний момент состоят около 200 киноведов, кинокритиков и журналистов, пишущих о кино.
С момента основания до 1992 года Гильдию возглавлял Виктор Дёмин. С 1994 года по 2003 год — Мирон Черненко. С 2003 по 2011 годы — Виктор Матизен. С декабря 2011 по март 2015 — Андрей Шемякин. С марта 2015 по 2021 — Кирилл Разлогов. С августа 2024 - Наталия Примакова.
Много лет Гильдия является учредителем и организатором ежегодной премии «Слон» в области киноведения и кинокритики, и ежегодной премии «Белый слон» (до 2006 года — «Золотой овен»), вручаемой представителям других кинематографических профессий. Также Гильдия участвует в работе кинофестивалей, проходящих на территории России.